# Gottlieb Tesch (Unternehmen)
Das Unternehmen Gottlieb Tesch wurde 1876 in Berlin als „offene Handelsgesellschaft Gottlieb Tesch Bauunternehmung“ gegründet. Ende der 1930er Jahre gehörte es als Gottlieb Tesch GmbH zu den größten Bauunternehmen in Deutschland und hat ein Stück deutsche Baugeschichte mitgeschrieben. Heute ist die Firma Gottlieb Tesch als Kanal- und Rohrleitungsbau GmbH in Berlin und im Land Brandenburg tätig.

## Geschichte des Unternehmens Gottlieb Tesch

### 1876 bis 1930

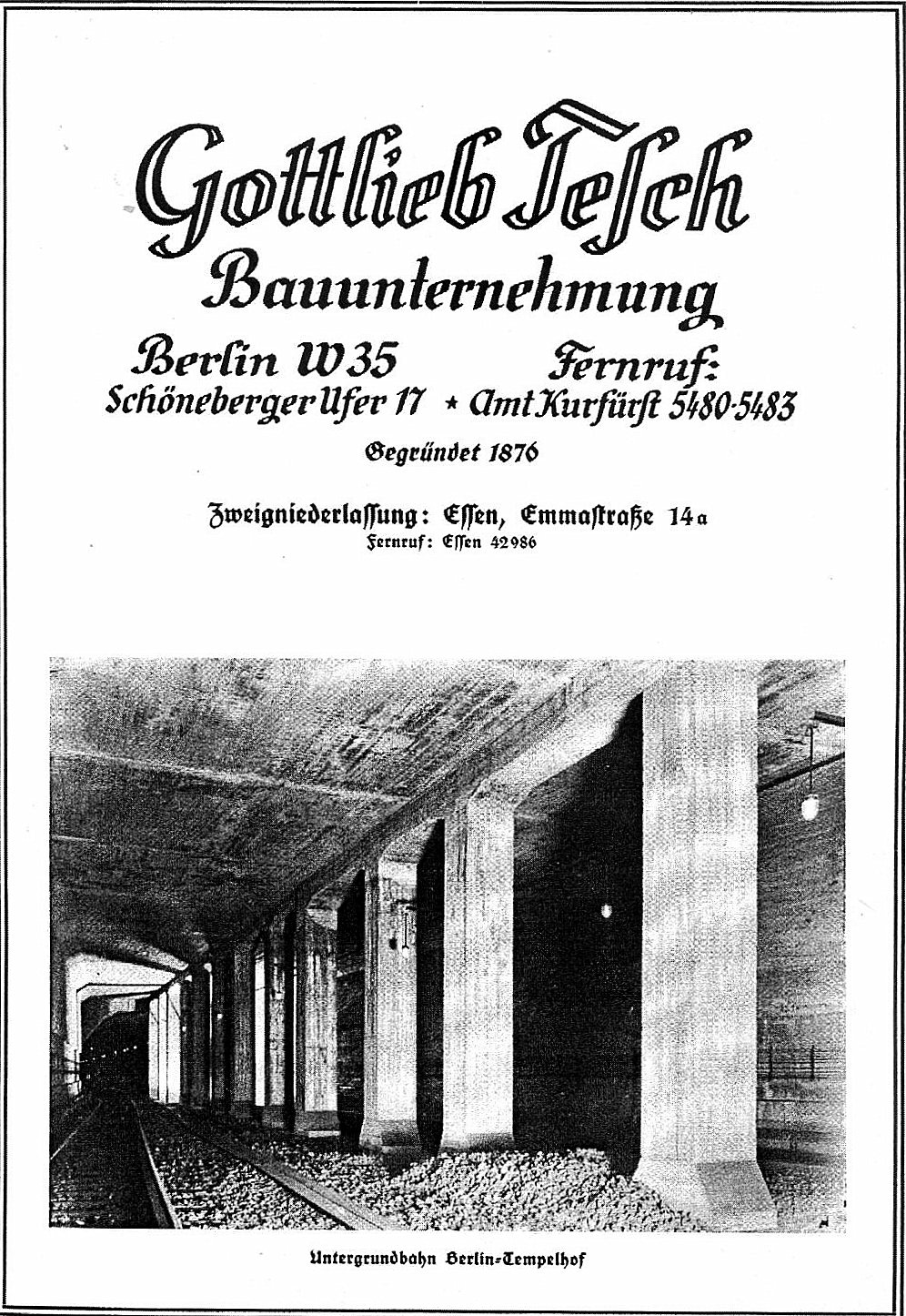
Werbeanzeige der Firma Gottlieb Tesch von 1928

Das 1876 von Gottlieb Tesch gegründete Familienunternehmen etablierte sich schnell als Maurermeisterfirma auf dem Berliner Baumarkt. Ein Bauvorhaben war unter anderem das Wasserwerk Friedrichshagen. Zahlreiche Aufträge für das Eisenbahnbauamt Berlin wurden ausgeführt. Firma Gottlieb Tesch baute mit an monumentalen Verwaltungsbauten in Berlin. Da wären das Land- und Amtsgericht I Berlin (heute das Amtsgericht Mitte an der Littenstraße), das Amtsgericht Wedding oder das Polizeipräsidium Charlottenburg zu nennen. Auch Berliner Brücken, wie die 1903 gebaute Lessingbrücke, die alte 1889 fertiggestellte Möckernbrücke oder die 1892 errichtete Lutherbrücke am Schloss Bellevue, sind durch die Firma Gottlieb Tesch entstanden.
1894 gründete Gottlieb Tesch eine eigene Betriebskrankenkasse. Diese Kasse existierte bis zum Ende des Zweiten Weltkrieges. Im Jahre 1895 hatte die Firma Gottlieb Tesch schon 143 Mitarbeiter.
Ab Anfang des 20. Jahrhunderts wurde der Hoch- und Tiefbau in den Firmennamen aufgenommen. Firma Gottlieb Tesch errichtete in Teilausführung Fabrik- und Beamtenwohngebäude der Berliner Maschinenbau-Actien-Gesellschaft, vormals L. Schwartzkopff in Wildau. Heute befindet sich auf diesem Gelände die Technische Hochschule Wildau. Erstmals wurde 1914 eine Betongelenkbrücke am Bahnhof Hermannstraße von Firma Gottlieb Tesch gebaut. Bis 1914 wurde das Postscheckamt, 1. Bauteil, an der Dorotheenstraße und am Berliner Westhafen 1920 der Getreidespeicher erbaut. Besonders hatte sich die Firma Gottlieb Tesch mit Beton- und Eisenbetonpfahlgründungen hervorgetan. Von 1926 bis 1928 wurden die komplizierten Gründungsarbeiten bei dem Erweiterungsbau der Staatsoper in Berlin ausgeführt. Dazu kam die Neufundamentierung mit Hilfe von Betonbohrpfählen an der Alten Bibliothek. 1926 erfolgten Dükerverlegungen in Spree und Landwehrkanal für die Berliner Städtischen Wasserwerke, die ein wichtiger Auftraggeber waren und bis heute sind. Aber auch im U-Bahn-Bau war Firma Gottlieb Tesch tätig. Zum Beispiel bei der Untergrundbahnstrecke von Kreuzberg nach Tempelhof, zwischen dem Flughafen Berlin-Tempelhof und dem S-Bahnhof Tempelhof, in den Jahren 1927–1928. Am Auftrag zum Aufbau des Großkraftwerkes Klingenberg von 1925 bis 1927 war die Firma Gottlieb Tesch ebenso beteiligt, wie mit der Ausführung der gesamten Erdarbeiten für das Karstadt-Kaufhaus am Hermannplatz. in dieser Zeit war die Firma Gottlieb Tesch auf dem höchsten Leistungsstand der Firmengeschichte. Sitz des Unternehmens war Berlin, aber es wurde auch republikweit gearbeitet. So an der Erweiterung des Fischereihafens in Geestemünde 1924, dem Bau der Elbebrücke bei Stendal für die Deutsche Reichsbahn 1925 oder der Ausführung der gesamten Erdarbeiten beim Neubau des Kraftwerkes Unterelbe Altona im Jahre 1927. Und in Essen entstand eine Zweitniederlassung der Firma Gottlieb Tesch.

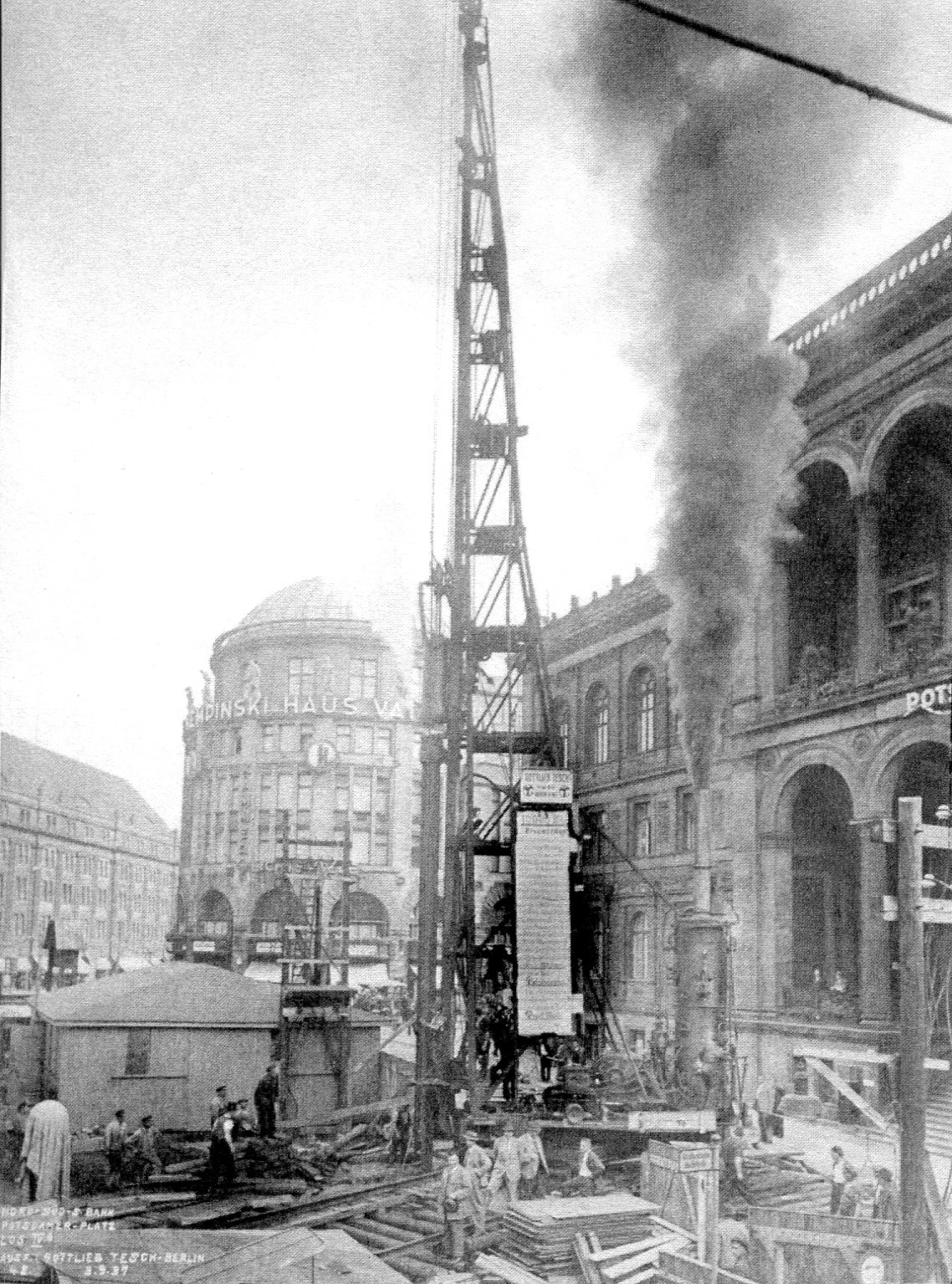
Rammarbeiten am Potsdamer Platz, 1936

### 1930 bis 1938
1930 wurde die Firma Gottlieb Tesch an die traditionsreiche Berliner Baufirma Boswau & Knauer AG verkauft. Als Gottlieb Tesch G.m.b.H vergrößerte sich die Firma weiter. So führte sie unter anderem umfangreiche Erd- und Baggerarbeiten am Mittellandkanal sowie am Weserdurchstich an der Staustufe Langwedel durch. Auch Rammarbeiten am Dortmund-Ems-Kanal und der Bau Staustufe mit Schleusenbauwerken in Gundelsheim am Neckar wurden ausgeführt. Die Firma Gottlieb Tesch hatte 1935 auch einen wesentlichen Anteil am Bau des Schwarzheider Hydrierwerkes (heute die BASF Schwarzheide GmbH). Für Firma Siemens in Berlin wurden Gründungs- und Erdarbeiten am Kraftwerk West durchgeführt. Die Beschäftigtenzahl von über 3000 Mitarbeitern widerspiegelt am besten die Leistungsfähigkeit der Firma Tesch am Ende der dreißiger Jahre.
Ab 1934 war Firma Gottlieb Tesch an den aufwändigen Bauarbeiten beim Bau der neuen Nord-Süd-S-Bahn in Berlin beteiligt. Es wurde die Unterquerung des Bahnhofes Friedrichstraße, einschließlich der unterirdischen Bahnsteige für die Nord-Süd-S-Bahn, bei laufendem Bahnbetrieb durchgeführt. Dazu kam auch der Bauabschnitt für die neue S-Bahnstrecke am Potsdamer Platz, mit den Unterfahrungen des „Hotel Continental“ und des „Haus Vaterland“.
Im Jahre 1938 arbeitete Erich Bruns (1900–1978) für kurze Zeit als Bauarbeiter und Polier bei der Firma Gottlieb Tesch in Berlin. Er war Jahre später ein bekannter Wissenschaftler im Wasserbau und bis 1965 Direktor des Institutes für Meereskunde an der Akademie der Wissenschaften zu Berlin. In dieser Zeit war Heinrich Preß als Prokurist und Geschäftsführer ebenfalls in der Firma Gottlieb Tesch tätig. Ab 1948 bekam er den Lehrstuhl für Wasserbau und Wasserwirtschaft an der Technischen Universität Berlin. Er veranlasste den Neubau der Wasserbau Versuchsanstalt auf der Schleuseninsel in Berlin.

### 1938 bis 1975
Im Jahre 1938 übernahm die Julius Berger Tiefbau AG (JBTAG) die Firma Gottlieb Tesch G.m.b.H. Es ging der JBTAG darum, für ein Vorstandsmitglied eine neue Aufgabe in einem passenden Bauunternehmen zu finden. Auch bei diesem Verkauf blieb erneut der Firmenname erhalten. Bis zum Beginn des Zweiten Weltkrieges setzte die Firma Gottlieb Tesch G.m.b.H. laufende U- und S-Bahnprojekte in Berlin fort. Sie war auch 1938/1939 am Umbau des Königsplatzes in Berlin beteiligt. Es ging darum, Baufreiheit für Albert Speers „Große Halle“ zu schaffen. Nach Kriegsbeginn verlagerte sich die Tätigkeit auf militärisch wichtige Projekte. Darunter Arbeiten am Westwall, Wiederaufbau zerstörter Brücken in Polen und den Bunkerbau. In einem Schreiben an den Generalbauinspektor für die Reichshauptstadt Albert Speer, nannte Firma Tesch 1943 ihre kriegswichtigen Baustellen wie den Versuchs- und Übungsplatz der Luftwaffe bei Gotenhafen, die Krupp Germaniawerft in Kiel-Gaarden, die Braunkohle- und Benzin AG in Schwarzheide und Baracken für das Reichsministerium Speer. Es wurden auch die Wiener Flaktürme, der U-Bootbunker „Valentin“ und das Tanklager Farge in Bremen-Farge gebaut. Dort wurde 1938 das Gemeinschaftslager Tesch für Mitarbeiter eingerichtet, in dem sich aber auch ab 1940 ein Arbeitserziehungslager der Gestapo befand. Auch ein Mitarbeiter der Firma Gottlieb Tesch, der Lokführer Claudius Gosau, lebte in diesem Gemeinschaftslager. Weil er aus seinen politischen Einstellungen keinen Hehl machte, wurde er 1943 denunziert und am 11. Februar 1944 im Zuchthaus Brandenburg-Görden hingerichtet.
Während des Krieges fand die aus Hamburg geflüchtete ehemalige SPD-Reichstagsabgeordnete Louise Schroeder von 1939 bis 1945 eine Arbeit in der Sozialabteilung der Großbaufirma Gottlieb Tesch. Sie wurde dort „… die Seele der Sozialpolitik eines großen Betriebes, wie früher im Reichstag.“ schrieb später Alfred Faust als ihr langjähriger politischer Freund. Das half ihr, den Krieg und die nationalsozialistische Diktatur zu überstehen. Sie durfte sogar fast sechs Monate in einem Baubüro in Dänemark tätig sein, wo sie sich etwas erholen konnte. Nach dem Krieg war sie von Mai 1946 bis Dezember 1948 die erste Oberbürgermeisterin Berlins. Sie starb am 4. Juni 1957 als Ehrenbürgerin von Berlin.
Schon Anfang Mai 1945 begann die Firma Gottlieb Tesch mit alten Firmenangehörigen den Betrieb wieder aufzunehmen. Vor allem wurden Entrümmerungs- und Reparaturarbeiten in der Stadt Berlin ausgeführt. Aber auch im Wohnungsbau, für Baggerarbeiten am neuen Kraftwerk West, den Wiederaufbau der Deutschen Telephonwerke Berlin und der AEG gab es Bauaufträge. Das gelang auf Grundlage gut gepflegter und alten Geschäftsbeziehungen. Es lag natürlich auch an dem guten Ruf, den die Firma Gottlieb Tesch in Berlin besaß. Im Herbst 1948 hatte die Julius Berger Tiefbau AG, die schon 1944 ihren Standort nach Westdeutschland verlegt hatte, die dort befindlichen Baustellen und das Personal der Firma Gottlieb Tesch einfach übernommen. Das war auch für Berlin so geplant, wurde aber vom heftigen Widerstand der Gottlieb Tesch-Mitarbeiter verhindert. Von da an gab es in Berlin eine Niederlassung der JBTAG und eine der Tochterfirma Gottlieb Tesch Bauunternehmung. Das blieb dann so bis zum Jahre 1994. Kurz nach der Gründung der Bundesrepublik Deutschland beschäftigten beide Niederlassungen im Jahre 1950 jeweils 750 Mitarbeiter in Berlin (West). Die Auftragslage wurde auch zunehmend besser, weil es durch einen abgeschotteten Berliner Baumarkt und den erhöhten Zufluss öffentlicher Gelder mehr Aufträge gab. Trotzdem war die Firma Gottlieb Tesch aus wirtschaftlichen Gründen gezwungen auch im Bundesgebiet zu arbeiten. Gebaut wurden für die US-Streitkräfte Wohnungen, Krankenhäuser, aber auch Flugplätze. Für die Autobahnämter in Frankfurt sowie Würzburg war man im Brückenbau tätig. Darum gab es in den 1950er-Jahren auch eine Niederlassung in Frankfurt am Main. In Berlin waren Aufträge vor allem in der Erweiterung des U-Bahnnetzes abzuarbeiten. So zum Beispiel ein Baulos in der Seestraße oder die jahrelangen Arbeiten beim U-Bahnbau im Bereich Tegel und Wedding mit einem Gesamtumfang von 20 Millionen D-Mark. Dazu kam der Bau von U-Bahnhöfen wie Amrumer Straße, Leopoldstrasse und Nauener Platz. Aber auch für die Firma Siemens wurde seit 1945 wieder nahezu ununterbrochen gearbeitet. In der Müllerstraße 163 im Berliner Wedding wurde das Kurt-Schumacher-Haus für die SPD Berlin gebaut. Am 2. Dezember 1961 wurde es offiziell übergeben. Willy Brandt war zu dieser Zeit der Regierende Bürgermeister von Berlin (West) und Landesvorsitzender der SPD. Ab 1968 wurde eine Pressanlage für Großrohre mit einem Durchmesser von 1000 bis 2500 mm selbstständig entwickelt und eingesetzt. Zum Ende der 1980er-Jahre kam die grabenlose Rohrverlegung im Kanalbau (Microtunneling) für den Auftraggeber Berliner Wasserbetriebe dazu. Mit einer AVN 250 der Firma Herrenknecht war Tesch auf die Bedürfnisse des Berliner Marktes aufgestellt.

### 1975 bis 1993

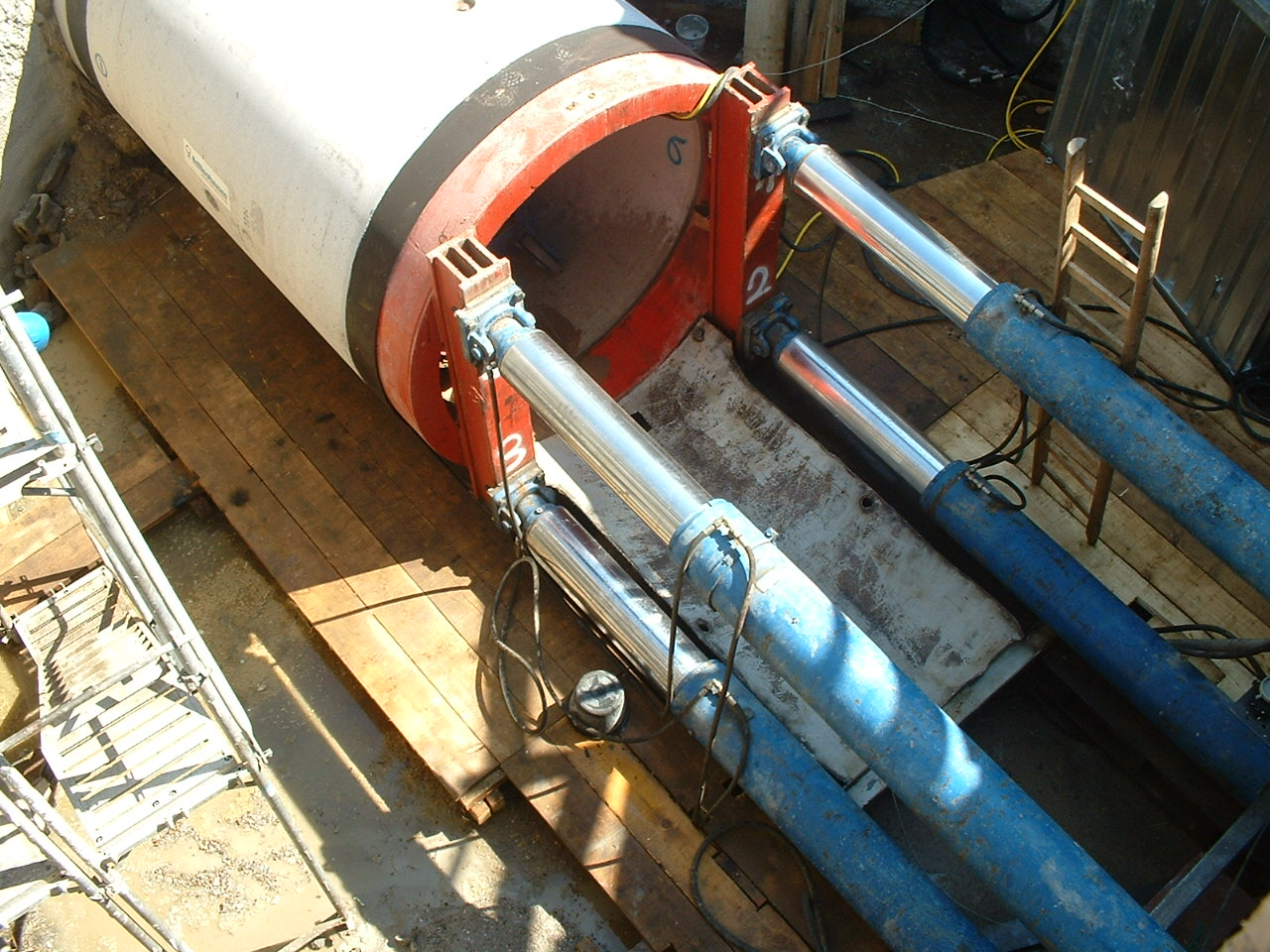
Großrohrpressung, Startgrube

1975 kam es durch die Fusion der Firmen Julius Berger Tiefbau AG – BAUBOAG (schon seit 1969 vereint) mit Grün & Bilfinger zu dem neuen Baukonzern Bilfinger+Berger Bauaktiengesellschaft. Dadurch entstand einer der größten Baukonzerne in der Bundesrepublik Deutschland. Somit bekam die Firma Gottlieb Tesch wieder einen neuen Besitzer und arbeitete unter dem alten Namen erfolgreich weiter. Das Leistungsprofil war der Hoch- und Tiefbau, der Stahlbetonbau, der U-Bahnbau, die Rohrpressungen und der Industriebau. Die Firma Gottlieb Tesch lieferte in den folgenden Jahren zuverlässig immer gute wirtschaftliche Ergebnisse für den neuen Konzern. Zeitweise wurde die Bilfinger+Berger Hauptniederlassung in Berlin (West) der Firma Gottlieb Tesch unterstellt und in den 1980er-Jahren gab es sogar eine Niederlassung von Gottlieb Tesch in Nigeria. Ein bedeutender Auftrag (über 25 Millionen DM), war der Neubau des Kunstgewerbemuseums Berlin in den Jahren 1978 bis 1984 im Kulturforum. Der Rohbau und der Neubau der Piazza in Stahlbetonskelettbauweise einschließlich Grundwasserwanne sowie anteilige Ausbauarbeiten wurden ausgeführt. Oder der Bau eines Oberstufenzentrums in der Berlin-Reinickendorfer Cyclopstraße in den Jahren 1980 bis 1983. Das Vorhaben wurde in Stahlbetonbauweise mit vorgehängter Fertigteilfassade ausgeführt (Auftragssumme war hier 26 Millionen DM). Die Firma Gottlieb Tesch war auch Gründungsmitglied des Güteschutz Kanalbau (RAL-GZ 961) in der Bundesrepublik Deutschland. Mit der Mitgliedsnummer 41 ist sie noch heute dort vertreten. Trotz dieser erfolgreichen Jahre nahm ihre Bedeutung in Berlin (West) für den Konzern Bilfinger+Berger Bauaktiengesellschaft stark ab. Die Großrohrpressung und die grabenlose Rohrverlegung wurden aufgegeben. Viele Tesch-Mitarbeiter wurden von der Bilfinger+Berger Niederlassung übernommen. Denn mit der Wiedervereinigung Deutschlands am 3. Oktober 1990 konnte die Bilfinger+Berger Bauaktiengesellschaft nun auch direkt im ostdeutschen Raum und dem Berliner Baumarkt tätig sein.
Von der Treuhandanstalt kaufte der Konzern 1991 die DDR-Industriebaufirma Bauunion Potsdam (BUP). Diese hatte eine Tiefbauabteilung mit einem Standort in Stahnsdorf bei Berlin. Außerdem wurde die Firma Tief-, Wasser- und Straßenbau in Bad Freienwalde gekauft. Dann gab es noch den Restbestand der Berliner Gottlieb Tesch GmbH. Daraus entstand eine neue Firma mit Sitz in Stahnsdorf, die weiterhin eine einhundertprozentige Tochter der Bilfinger+Berger AG war. Jetzt war die Firma Gottlieb Tesch Straßen- und Leitungsbau GmbH nicht mehr im Hoch- und Industriebau tätig. Ihr bisher rotes Logo wurde in ein blaues Gottlieb Tesch-Logo verändert. Der Hauptsitz wurde Stahnsdorf. Es gab Niederlassungen in Berlin, in Stahnsdorf und in Bad Freienwalde.

### 1993 bis 2003

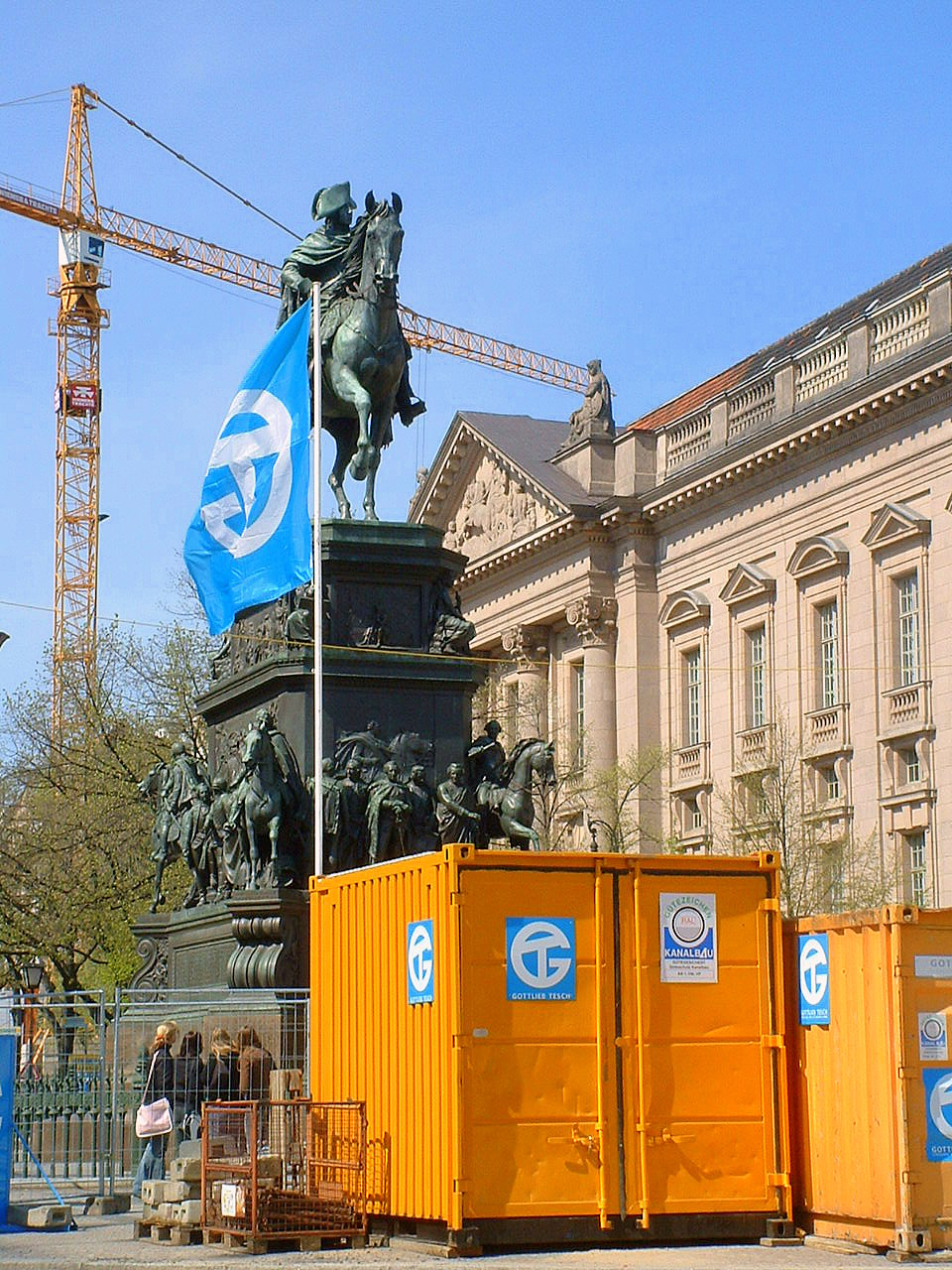
Baustelle Unter den Linden, 2007

Die neu aufgestellte Firma Gottlieb Tesch wurde, unterstützt von der Bilfinger+Berger Bauaktiengesellschaft, zu einem leistungsfähigen Bauunternehmen im Tief- und Straßenbau für den Bereich Nordostdeutschland ausgebaut. Das neue Firmenkonzept sah vor allem Erschließungsarbeiten für große Neubaugebiete als wichtigstes Betätigungsfeld vor. Mit Aufträgen wie z. B. in Potsdam-Bornstedt, oder in Berlin die Kompletterschließung des Wohngebietes Französisch-Buchholz mit 3200 Wohnungseinheiten und die komplette Erschließung eines Wohnviertels an der Rummelsburger Bucht in Berlin-Lichtenberg, einschließlich einer Uferpromenade. In diesem Neubaugebiet wurde erstmals in Berlin das Regenwasser der Straßen über Mulden und Rigolen versickert. Das ganze Bauvorhaben war Teil einer Außenstelle „Wasserstadt Stralau“ der EXPO 2000. Aber auch für die Berliner Wasserbetriebe und die Wasserbetriebe Potsdam wurden zahlreiche Aufträge realisiert. In Berlin war das beispielsweise die Verlegung aller Trink- und Abwasserleitungen für den neuen Autobahnzubringer Ernst-Ruska-Ufer in Berlin-Adlershof. In Potsdam waren Rohrverlegungen und Rohrsanierung in der Zeppelinstraße beauftragt. Für das Coca-Cola-Werk in Genshagen wurde eine sieben Kilometer lange Trinkwasserleitung in der Nennweite 350, zur sicheren Wasserversorgung des Werkes, verlegt. Ein wichtiges Vorhaben der Deutschen Bahn war die Triebzuganlage in Berlin-Rummelsburg zur Wartung der ICE-Züge. Der Auftrag der Firma Gottlieb Tesch umfasste den Aushub und die komplette Erschließung für eine viergleisige ICE Wartungshalle bei laufendem Betrieb.
Im Jahre 2001 entwickelte die Bilfinger+Berger Bauaktiengesellschaft eine neue Strategie. Weg vom traditionellen Bauunternehmen hin zu einer Multi Service Group. Deutlich wird das auch mit der Umbenennung des Konzerns in Bilfinger Berger AG. Für die Firma Gottlieb Tesch Strassen- und Leitungsbau GmbH bedeutete das, dass sie trotz ihrer erfolgreicher Arbeit auf einen Verkauf vorbereitet wurde. Im gleichen Jahr wurde noch das Jubiläum „125 Jahre Gottlieb Tesch“ mit einer Festschrift und einer Festveranstaltung durch die Bilfinger Berger AG gewürdigt.

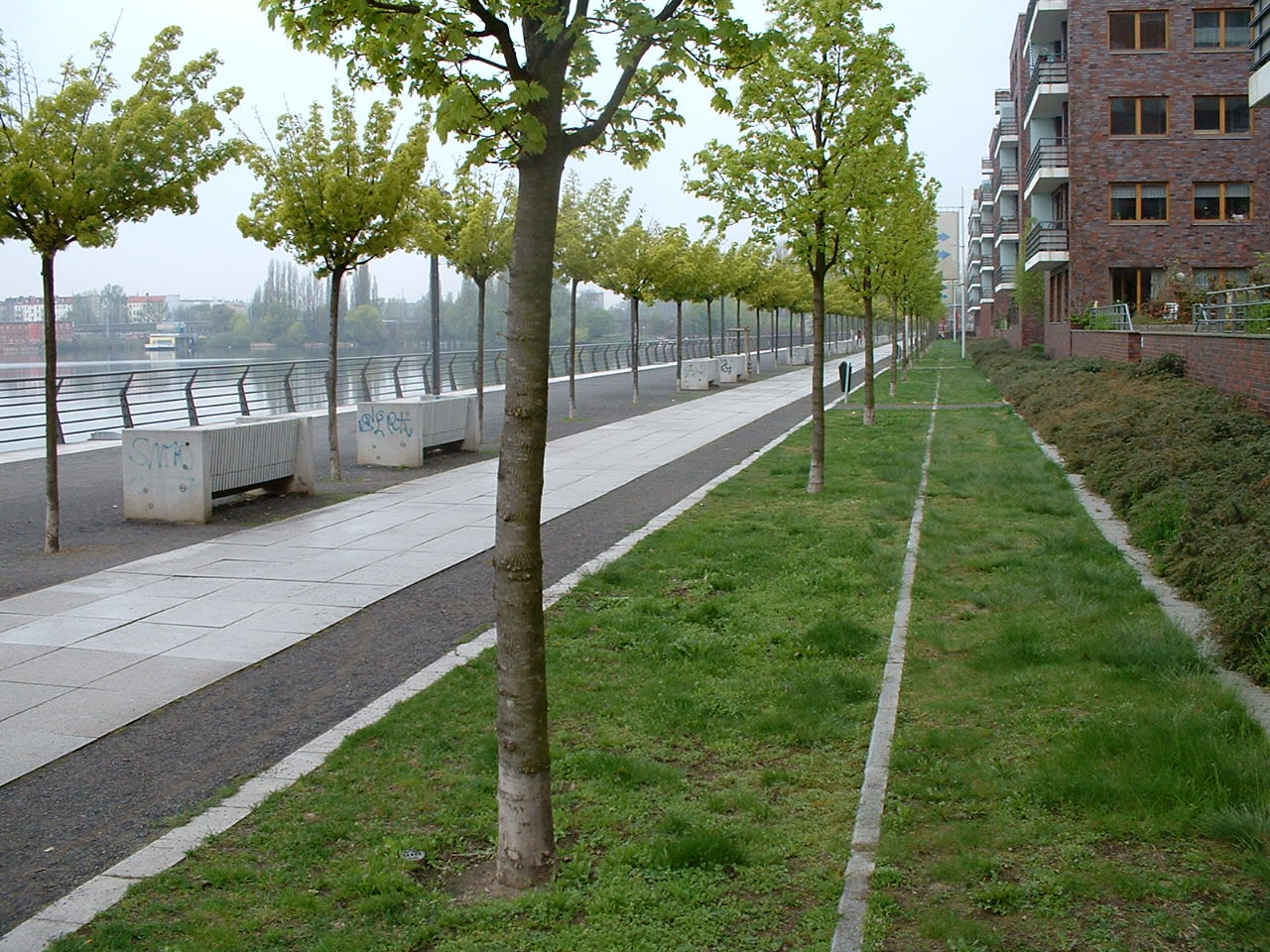
Uferpromenade im Wohngebiet Rummelsburger Bucht, 2000

### Seit 2003
Anfang April 2003 wurde die Firma Gottlieb Tesch, reduziert auf 55 Mitarbeiter, an einen privaten Besitzer als neuen Alleineigentümer verkauft. Damit war sie nach 73 Jahren wieder ein Familienunternehmen. Der Name wurde wie immer beibehalten. Nun war es die Firma Gottlieb Tesch Bauunternehmen GmbH. Der Umsatz wurde in kurzer Zeit auf das dreifache gesteigert und die Anzahl der Mitarbeiter stieg auf 121. Die Struktur der Firma wurde straffer gestaltet und ein schnelleres Reagieren im Wettbewerb um Aufträge war besser möglich als im Konzern. Das Leistungsangebot wurde erweitert. Zum Tiefbau kamen der Hoch- und Straßenbau sowie später noch die Abteilung Umwelttechnik hinzu. Bedeutende Aufträge von einer Vielzahl von Auftraggebern trieben die gute Entwicklung der Firma Gottlieb Tesch voran. Da waren die Aufträge der Berliner Wasserbetriebe, wie Trink- und Abwasserleitungen, oder die in Europa damals größte und modernste Retentionsbodenfilteranlage für Regenwasser in Berlin-Biesdorf und drei weitere solcher Anlagen in Berlin. Diese sind heute EU-Standard beim nachhaltigen Bau von Regenwasserableitungen. Es wurde aber auch für die Deutsche Bahn, die Bundeswehr und private sowie öffentliche Auftraggeber gebaut. Hier ist die Bauwasserableitung für den neuen Berliner Flughafen zu nennen, der Bahnhof Nordkreuz in Berlin und die Julius-Leber-Kaserne. Auftraggeber waren auch Siemens Berlin und das Bundesbauamt (mit der Museumsinsel in Berlin). Gebaut wurde auch bundesweit, wie am Flughafen Leipzig/Halle, für den Wasserverband Lausitz und die Wasser- und Abwassergesellschaft Frankfurt/Oder waren es kilometerlange Fernwasserleitungen, auch für die Harzwasserwerke im Raum Salzgitter. Es kam zu einer festen Zusammenarbeit mit einer westdeutschen Tiefbaufirma in Bonn, im Kölner Raum sowie in Herne und Bochum.
In den Jahren 2009 bis 2012 war Firma Tesch Gesellschafter der neu gegründeten Gottlieb Tesch Strassenbau GmbH. Die Firma Trapp Falkensee wird 2011 von der Firma Gottlieb Tesch übernommen. Es gab danach eine Profiländerung hin zum Gas- und Fernwärmeleitungsbau und zu Abrissarbeiten. Der Hoch- und Straßenbau wurde aufgegeben, ebenso wie die westdeutschen Aktivitäten. Dann gab es 2011 einen Wechsel in der Geschäftsführung der Firma Gottlieb Tesch. Letztendlich aber kam es Ende 2013 zur Eröffnung eines Insolvenzverfahrens. Die Insolvenz konnte aber verhindert werden. Durch Unterstützung neu gewonnener Gesellschafter wurde die Lage stabilisiert. Die Firma Gottlieb Tesch Kanal- und Rohrleitungsbau GmbH gehört jetzt zur Besch-Gruppe und ist wieder in ihrem Kerngeschäft, dem Kanal- und Rohrleitungsbau, tätig. Die Auftraggeber sind weiterhin vor allem die Berliner Wasserbetriebe, die Energie und Wasser Potsdam GmbH und diverse öffentliche Auftraggeber.

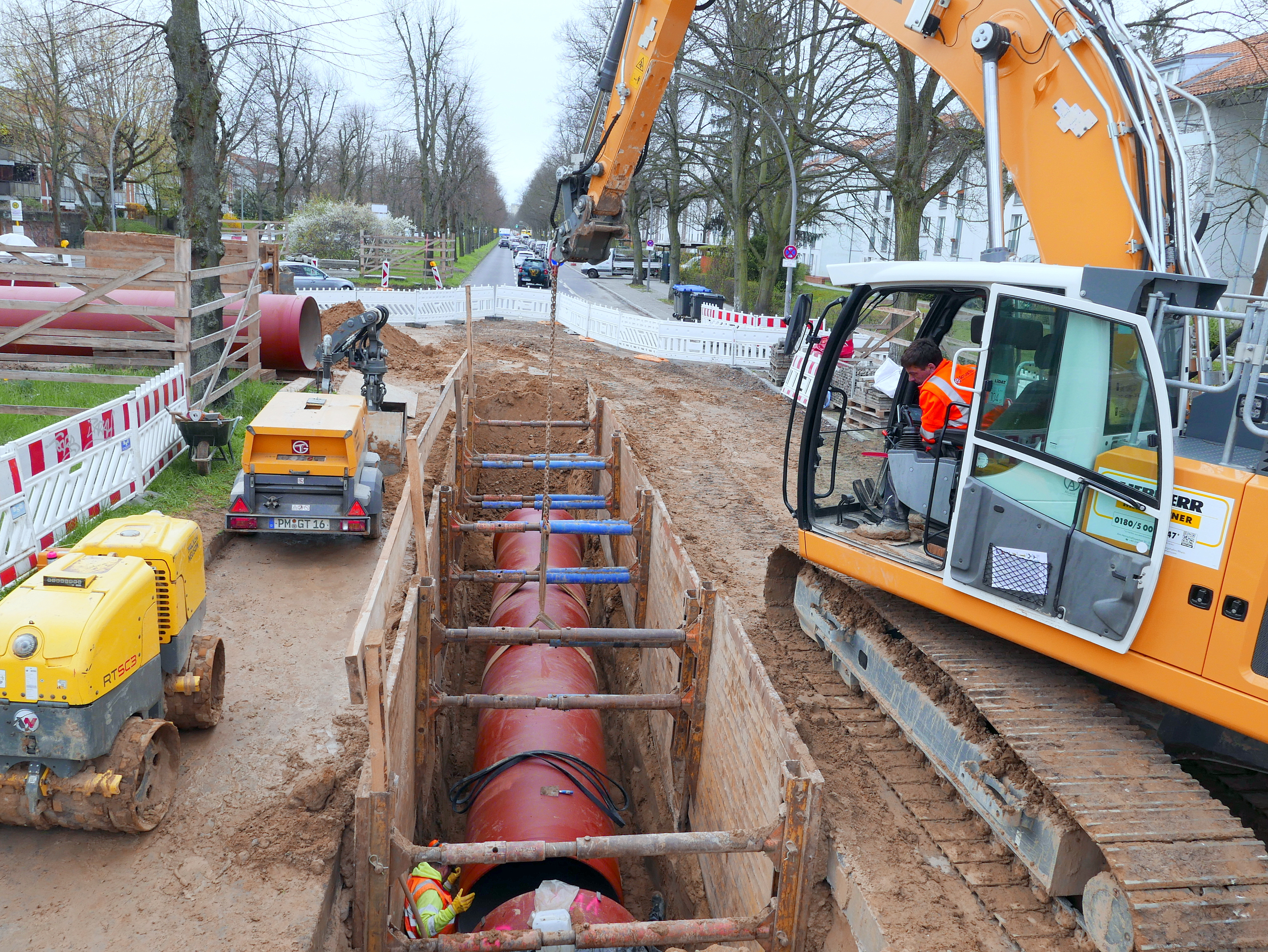
Rohrverlegung in Berlin, 2023
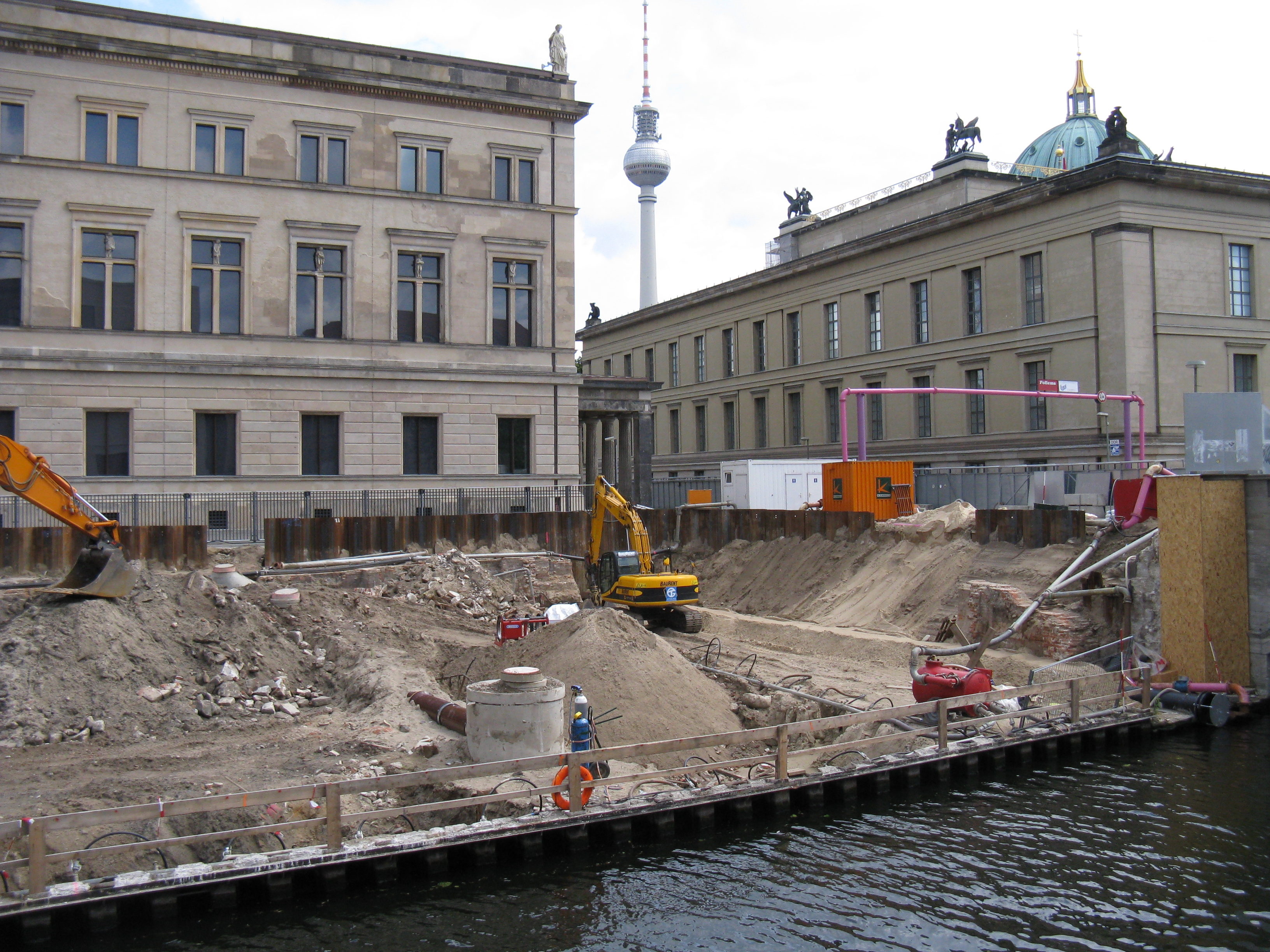
Museumsinsel, 2008
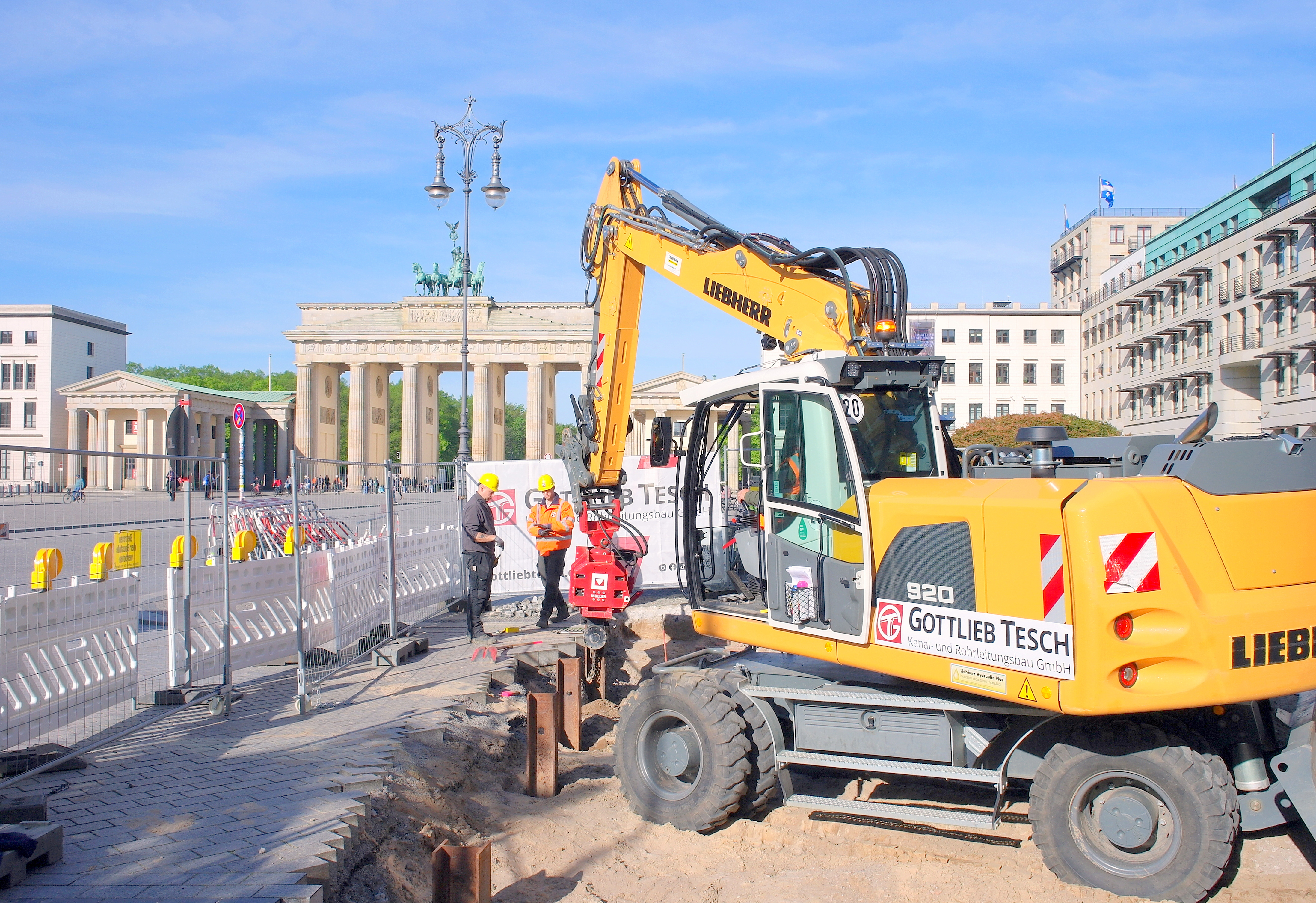
Rammarbeiten am Brandenburger Tor, 2024
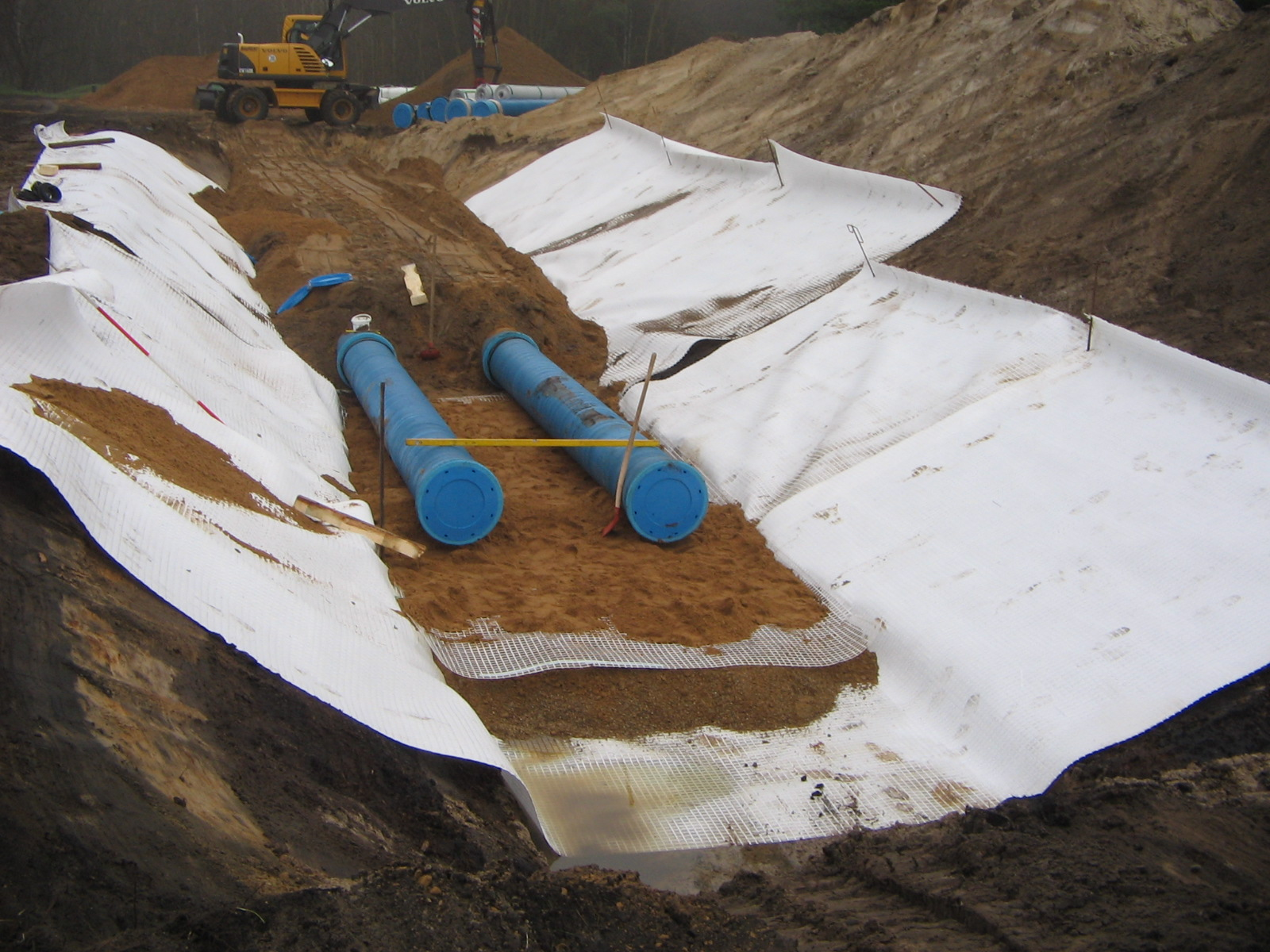
Bau der Fernwasserleitung bei Briesen, 2007
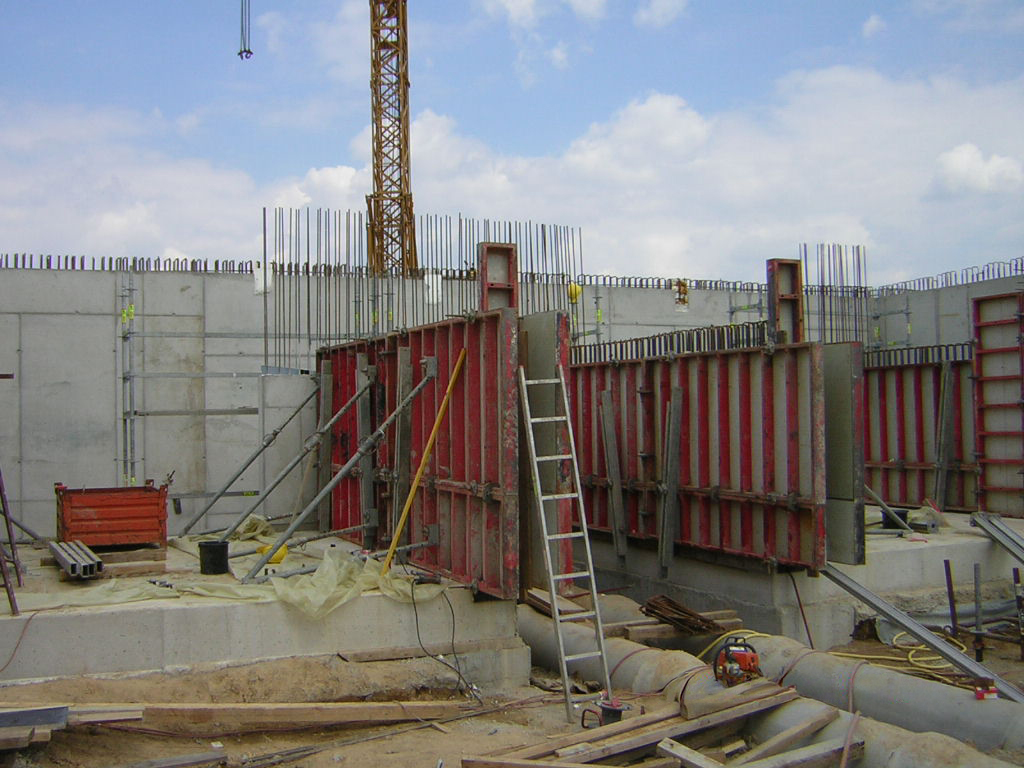
Auslaufbauwerk für die Bauwasserableitung am Flughafen Berlin-Schönefeld, 2006